# Antonaria dentata
Antonaria dentata es una especie de coleóptero de la familia Megalopodidae.

## Distribución geográfica
Habita en Guinea Ecuatorial.